# 조지프 와이즈먼
조지프 와이즈먼(영어: Joseph Wiseman, 1918년 5월 15일 ~ 2009년 10월 19일)는 캐나다 출신으로 미국에서 활동한 배우이다. 최초의 제임스 본드 영화 《007 살인번호》(1962)에서 악당 율리우스 노 박사 역으로 출연했다.

## 출연 작품
- 형사 이야기(1951) - 찰리 젠니니
- 혁명아 자파타(1952) - 페르난도 아기레
- 용서받지 못할 자(1960) - 에이브 켈시
- 007 살인번호(1962) - 율리우스 노 박사